# Little Dart River
Little Dart River är ett vattendrag i Storbritannien.   Det ligger i riksdelen England, i den södra delen av landet, 270 km väster om huvudstaden London.